# Rivière False
Der Rivière False (englisch False River) ist ein 125 km langer Fluss im Norden der kanadischen Provinz Québec.

## Flusslauf
Der Rivière False durchfließt den Norden der Labrador-Halbinsel. Er hat seinen Ursprung in den Lacs Turgis, etwa 140 km südlich der Ungava Bay. Von dort fließt er in überwiegend nördlicher Richtung zur Ungava Bay. Bei Flusskilometer 72 erreicht der Rivière False den Lac Kohlmeister, einen 10 km langen See, den er auf dessen vollständiger Länge durchfließt. Der Rivière False mündet in das Ende einer 50 km langen schmalen Bucht. Die Mündung befindet sich 18 km östlich der Siedlung Kuujjuaq. Der Rivière False ist der erste größere Fluss östlich der Mündung des Rivière Koksoak.